# Dunpo-myeon
Dunpo-myeon (koreanska: 둔포면) är en socken i den centrala delen av Sydkorea, 70 km söder om huvudstaden Seoul.  Den ligger i kommunen Asan i provinsen Södra Chungcheong.